# ケプラー1647
ケプラー1647(英語:Kepler-1647)は地球から見てはくちょう座の方向にある連星系である。

## 連星系
| 太陽 | ケプラー1647A |
| ---- | ------------- |
| 太陽 | Exoplanet     |

| 太陽 | ケプラー1647B |
| ---- | ------------- |
| 太陽 | Exoplanet     |

ケプラー1647はケプラー1647Aとケプラー1647Bの2つの恒星から成る。どちらも太陽に似たG型主系列星である。ケプラー1647Aは太陽の1.2207倍の質量と1.7903倍の半径を持つ、太陽よりやや大きい恒星。表面温度は6210Kであり、太陽(5778K)より400Kほど温度が高い。一方、ケプラー1647Bの質量は太陽の0.9678倍、半径は0.9663倍である。表面温度は5770Kで、太陽とほぼ同じである。
2つの恒星は0.1276AU(約1900万km)離れており、11.26日でお互いを公転している。年齢は44億年と推定されており、これは太陽の46億年に近い値である。

### 名称
「ケプラー1647」という名称が付与される前はKOI-2939、KIC 5473556と呼ばれていた。また、2MASSでの識別名称は2MASS J19523602+4039222となる。

## 惑星系
2015年に、ケプラー宇宙望遠鏡のトランジット法(食変光法)観測によってケプラー1647系を公転している惑星候補KOI-2939bが観測され、2016年6月13日に正式に存在が公表された。それによりケプラー1647bという確定名称が付与された。ケプラー1647bは連星系「全体」を公転している周連星惑星である。そのため、ケプラー1647(AB)bと表記されることもある。ケプラーが発見した周連星惑星としては11例目である。ケプラー1647bの大きな特徴は、現時点でトランジット法によって発見された太陽系外惑星の中で最長の公転周期と軌道長半径を持つことと周連星惑星で最大の大きさを持つことである。これまでトランジット法で発見されて、最も公転周期と軌道長半径が長いのはケプラー421b(公転周期:704.1984日、軌道長半径:1.219AU)で、大きさが判明している周連星惑星の中で最大だったのはケプラー16b(0.7538RJ)だった。しかし、ケプラー1647bはこの3つの記録を更新した。
| 木星 | ケプラー1647b |
| ---- | ------------- |
| 木星 | Exoplanet     |

公転周期は1107.5923日と、3年以上に及ぶ。半径は地球の11.8739倍(木星の1.059倍)である。質量は地球の483 ± 206倍(木星の1.52 ± 0.65倍)と誤差が大きい。連星系からの距離は2.7205AU(約4億700万km)であり、太陽系では小惑星帯付近にあたる。また、この軌道は液体の水や生命が存在できるハビタブルゾーン内に位置している。ケプラー1647bは巨大ガス惑星と考えられるため、生命の存在する見込みはあまりないが、周囲に岩石で構成された大型の衛星があれば、生命が存在できるかもしれない。
NASAはこの惑星をスター・ウォーズに登場する架空の周連星惑星、タトゥイーンに例えている。
| 名称 （恒星に近い順） | 質量         | 軌道長半径 （天文単位） | 公転周期 (日)      | 軌道離心率      | 軌道傾斜角        | 半径                |
| --------------------- | ------------ | ----------------------- | ------------------ | --------------- | ----------------- | ------------------- |
| b                     | 483 ± 206 M⊕ | 2.7205 ± 0.007          | 1107.5923 ± 0.0227 | 0.0581 ± 0.0689 | 90.0972 ± 0.0035° | 11.8739 ± 0.1377 R⊕ |